# Laureano Sánchez Garay
Laureano Sánchez Garay (1840-1903) fue un escritor y periodista español.

## Biografía
Nació en julio de 1840 en Madrid. Escribió para el teatro y formó parte de las redacciones de publicaciones periódicas como La Voz del Pueblo, El Reino (1859-1863), El Progreso Constitucional (1864), El Pabellón Nacional y varios periódicos festivos. Miembro de la Asociación de la Prensa de Madrid desde 1896, falleció en junio de 1903.